# Resultados do Carnaval de Campinas
Resultados do Carnaval de Campinas.

## 1992
| Grupo Especial | Grupo Especial | Grupo Especial | Grupo Especial | Grupo Especial |
| Colocação      | Escola         | Pontos         | Nota           | Ref.           |
| -------------- | -------------- | -------------- | -------------- | -------------- |
| 1º             | Estrela D´Alva |                |                |                |

## 1993
| Grupo Especial | Grupo Especial | Grupo Especial | Grupo Especial | Grupo Especial |
| Colocação      | Escola         | Pontos         | Nota           | Ref.           |
| -------------- | -------------- | -------------- | -------------- | -------------- |
| 1º             | Estrela D´Alva |                |                |                |

## 1994
| Grupo Especial | Grupo Especial | Grupo Especial | Grupo Especial | Grupo Especial |
| Colocação      | Escola         | Pontos         | Nota           | Ref.           |
| -------------- | -------------- | -------------- | -------------- | -------------- |
| 1º             | Estrela D´Alva |                |                |                |

## 1995
| Grupo Especial | Grupo Especial | Grupo Especial | Grupo Especial | Grupo Especial |
| Colocação      | Escola         | Pontos         | Nota           | Ref.           |
| -------------- | -------------- | -------------- | -------------- | -------------- |
| 1º             | Estrela D´Alva |                |                |                |

## 1996
| Grupo Especial | Grupo Especial | Grupo Especial | Grupo Especial | Grupo Especial |
| Colocação      | Escola         | Pontos         | Nota           | Ref.           |
| -------------- | -------------- | -------------- | -------------- | -------------- |
| 1º             | Estrela D´Alva |                |                |                |

## 1997
| Grupo Especial | Grupo Especial | Grupo Especial | Grupo Especial | Grupo Especial |
| Colocação      | Escola         | Pontos         | Nota           | Ref.           |
| -------------- | -------------- | -------------- | -------------- | -------------- |
| 1º             | Estrela D´Alva |                |                |                |

## 1998
| Grupo Especial | Grupo Especial | Grupo Especial | Grupo Especial | Grupo Especial |
| Colocação      | Escola         | Pontos         | Nota           | Ref.           |
| -------------- | -------------- | -------------- | -------------- | -------------- |
| 1º             | Estrela D´Alva |                |                |                |

## 1999
| Grupo Especial | Grupo Especial | Grupo Especial | Grupo Especial | Grupo Especial |
| Colocação      | Escola         | Pontos         | Nota           | Ref.           |
| -------------- | -------------- | -------------- | -------------- | -------------- |
| 1º             | Estrela D´Alva |                |                |                |

## 2000
| Grupo Especial | Grupo Especial | Grupo Especial | Grupo Especial | Grupo Especial |
| Colocação      | Escola         | Pontos         | Nota           | Ref.           |
| -------------- | -------------- | -------------- | -------------- | -------------- |
| 1º             | Estrela D´Alva |                |                |                |

## 2003
| Grupo Especial       | Grupo Especial               | Grupo Especial | Grupo Especial  | Grupo Especial |
| Colocação            | Escola                       | Pontos         | Nota            | Ref.           |
| -------------------- | ---------------------------- | -------------- | --------------- | -------------- |
| 1º                   | Leões da Vila Padre Anchieta | 192            |                 | [ 1 ]          |
| 2º                   | Princesa de Madureira        | 186            |                 | [ 1 ]          |
| 3º                   | Renascença                   | 170            |                 | [ 1 ]          |
| 4º                   | Estrela D´Alva               | 161            |                 | [ 1 ]          |
| 5º                   | Unidos do Santa Lúcia        | 157            |                 | [ 1 ]          |
| 6º                   | Unidos do Shangai            | 143            | Rebaixada       | [ 1 ]          |
| 7º                   | Rosa de Prata                | 98             | Rebaixada       | [ 1 ]          |
| 8º                   | Acadêmicos da Claridade      | *              | Desclassificada | [ 1 ]          |
| Grupo I              |                              |                |                 |                |
| Colocação            | Escola                       | Pontos         | Nota            | Ref.           |
| 1º                   | Unidos do Grajaúna           | 188            | Promovida       | [ 1 ]          |
| 2º                   | Miscigenação                 | 165            |                 | [ 1 ]          |
| 3º                   | Astronautas do Samba         | 161            |                 | [ 1 ]          |
| 4º                   | Tradição                     | 59             | Rebaixada       | [ 1 ]          |
| Grupo II             |                              |                |                 |                |
| Colocação            | Escola                       | Pontos         | Nota            | Ref.           |
| 1º                   | Vaiquemké                    | 166            | Promovida       | [ 1 ]          |
| 2º                   | Acadêmicos do Viradouro      | *              | Desclassificada | [ 1 ]          |
| Grupo de pleiteantes |                              |                |                 |                |
| Colocação            | Escola                       | Pontos         | Nota            | Ref.           |
| 1º                   | Gaviões dos DICs             | 138            | Promovida       | [ 1 ]          |
| 2º                   | Unidos do Paranapanema       | 124            |                 | [ 1 ]          |

## 2004
| Grupo Especial | Grupo Especial               | Grupo Especial | Grupo Especial | Grupo Especial |
| Colocação      | Escola                       | Pontos         | Nota           | Ref.           |
| -------------- | ---------------------------- | -------------- | -------------- | -------------- |
| 1º             | Leões da Vila Padre Anchieta |                |                |                |

## 2007
| Grupo Especial | Grupo Especial               | Grupo Especial | Grupo Especial | Grupo Especial |
| Colocação      | Escola                       | Pontos         | Nota           | Ref.           |
| -------------- | ---------------------------- | -------------- | -------------- | -------------- |
| 1º             | Leões da Vila Padre Anchieta |                |                |                |

## 2008
| Grupo Especial       | Grupo Especial               | Grupo Especial | Grupo Especial  | Grupo Especial |
| Colocação            | Escola                       | Pontos         | Nota            | Ref.           |
| -------------------- | ---------------------------- | -------------- | --------------- | -------------- |
| 1º                   | Leões da Vila Padre Anchieta | 198            |                 | [ 2 ]          |
| 2º                   | Unidos do Shangai            | 188            |                 | [ 2 ]          |
| 3º                   | Ponte Preta Amor Maior       | 187            |                 | [ 2 ]          |
| 4º                   | Unidos do Grajaúna           | 175            |                 | [ 2 ]          |
| 5º                   | Princesa de Madureira        | *              | Desclassificada | [ 2 ]          |
| Grupo de acesso      |                              |                |                 |                |
| Colocação            | Escola                       | Pontos         | Nota            | Ref.           |
| 1º                   | Rosa de Prata                | 196            | Promovida       | [ 2 ]          |
| 2º                   | Renascença                   | 184            | Promovida       | [ 2 ]          |
| 3º                   | Estrela D´Alva               | 181            |                 | [ 2 ]          |
| 4º                   | Unidos do Santa Lúcia        | 169            |                 | [ 2 ]          |
| 5º                   | Unidos do Paranapanema       | 166            |                 | [ 2 ]          |
| 6º                   | Gaviões dos DICs             | 161            |                 | [ 2 ]          |
| Grupo de pleiteantes |                              |                |                 |                |
| Colocação            | Escola                       | Pontos         | Nota            | Ref.           |
| 1º                   | Acadêmicos de Madureira      | 85             | Não promovida   | [ 2 ]          |
| 2º                   | Acadêmicos dos Amarais       | 73             |                 | [ 2 ]          |

## 2009
| Grupo Especial | Grupo Especial               | Grupo Especial |
| Colocação      | Escola                       | Ref.           |
| -------------- | ---------------------------- | -------------- |
| 1º             | Leões da Vila Padre Anchieta | [ 3 ]          |
| 3º             | Ponte Preta Amor Maior       | [ 3 ]          |

- Participaram do grupo especial: Renascença, Unidos do Grajaúna, Rosa de Prata e Unidos do Shangai.[3]

## 2012
A prefeitura cancelou o desfiles das escolas alegando falta de tempo e recursos.

## 2013
Ocorreram desfiles sem competição.

## 2014
| Colocação | Escola                       | Pontos | Desempate | Grupo         | Ref.              |
| --------- | ---------------------------- | ------ | --------- | ------------- | ----------------- |
| 1º        | Leões da Vila Padre Anchieta | 97     |           | Especial 2015 | [ 7 ] [ 8 ] [ 9 ] |
| 2º        | Unidos de Vila Rica          | 95     | Fantasia  | Especial 2015 | [ 7 ] [ 8 ] [ 9 ] |
| 3º        | Unidos do Shangai            | 95     |           | Especial 2015 | [ 7 ] [ 8 ] [ 9 ] |
| *         | Acadêmicos dos Amarais       | *      | *         | Especial 2015 | [ 7 ] [ 8 ] [ 9 ] |
| *         | Rosa de Prata                | *      | *         | Especial 2015 | [ 7 ] [ 8 ] [ 9 ] |
| *         | Unidos do Paranapanema       | *      | *         | Acesso 2015   | [ 7 ] [ 8 ] [ 9 ] |
| *         | Ponte Preta Amor Maior       | *      | *         | Acesso 2015   | [ 7 ] [ 8 ] [ 9 ] |
| *         | Estrela D´Alva               | *      | *         | Acesso 2015   | [ 7 ] [ 8 ] [ 9 ] |
| *         | Princesa de Madureira        | *      | *         | Acesso 2015   | [ 7 ] [ 8 ] [ 9 ] |
| *         | Renascença                   | *      | *         | Acesso 2015   | [ 7 ] [ 8 ] [ 9 ] |

- A partir da avaliação deste ano, as escolas ficam classificadas em grupos Especial (as cinco primeiras) e de Acesso (as cinco últimas) para o Carnaval 2015.[7][8]

## 2015
| Grupo Especial | Grupo Especial               | Grupo Especial  | Grupo Especial |
| Colocação      | Escola                       | Pontuação       | Ref.           |
| -------------- | ---------------------------- | --------------- | -------------- |
| 1º             | Leões da Vila Padre Anchieta | 193             | [ 10 ] [ 11 ]  |
| 2º             | Rosa de Prata                | 193             | [ 10 ] [ 11 ]  |
| 3º             | Unidos do Shangai            | 189             | [ 10 ] [ 11 ]  |
| 4º             | Unidos da Vila Rica          | 189             | [ 10 ] [ 11 ]  |
| 5º             | Unidos dos Amarais           | Desclassificada | [ 10 ] [ 11 ]  |

| Grupo de acesso | Grupo de acesso        | Grupo de acesso | Grupo de acesso |
| Colocação       | Escola                 | Pontuação       | Ref.            |
| --------------- | ---------------------- | --------------- | --------------- |
| 1º              | Ponte Preta Amor Maior | 157             | [ 10 ] [ 11 ]   |
| 2º              | Estrela D´Alva         | 154             | [ 10 ] [ 11 ]   |
| 3º              | Renascença             | 132             | [ 10 ] [ 11 ]   |
| 4º              | Unidos do Paranapanema | Desclassificada | [ 10 ] [ 11 ]   |

| Grupo de Pleiteantes | Grupo de Pleiteantes    | Grupo de Pleiteantes | Grupo de Pleiteantes |
| Colocação            | Escola                  | Pontuação            | Ref.                 |
| -------------------- | ----------------------- | -------------------- | -------------------- |
| 1º                   | Império do São Fernando | 179                  | [ 10 ] [ 11 ]        |
| 2º                   | Águias de Ouro          | 157                  | [ 10 ] [ 11 ]        |

## 2016 - 2025
Cancelado